# 류다무현
류다무현(1969년 4월 26일 ~ )은 대한민국의 성우이다. 1997년 KBS 26기 공채 성우로 데뷔하였다. 이름은 새뮤얼을 음차한 것이다.

## 출연 작품

### 애니메이션
- 디지몬 어드벤처(KBS) - 메라몬
- 재키찬 어드벤처(KBS) - 노란안경
- 사이보그 009(애니맥스) - 반 보그트
- 델토라 퀘스트(애니맥스) - 칸 대장
- 명탐정 코난 (15기) (투니버스) - 장원천 / 앵커 / 박승광
- 숲속의 전설 무시킹(투니버스) - 페레
- 스타 워즈: 클론 전쟁(카툰네트워크) - C-3P0
- 특수요원 오소(디즈니 채널) - 월리버드 / 라피드

### 영화
- 크림슨 리버 2(KBS)
- 엔드 오브 데이즈(KBS) - 교황의 고문(루치아노 미엘)
- 머시니스트(KBS) - 조사관 대니얼(마크 아스피널)
- 보이스 앤 걸스(KBS)
- 키드(KBS) - 케니(샤이 맥브라이드) / 비비안(매슈 페리)
- 7월 4일생(KBS) - 휠러(록키 캐롤)
- 굿 윌 헌팅(KBS) - 클라크(스콧 위리암 윈터스)
- 리멤버 타이탄(KBS) - 블루(얼 포이티에)
- 캣우먼(SBS) - 톰의 동료 분석가(존 카시니)
- 언더 더 쎄임문(KBS)
- 그레이티스트(KBS) - 조던(마이클 섀넌)
- 웨일 라이더(SBS) - 라우리 삼촌(그랜트 로아)
- 애스트로넛(SBS)
- 캐치 미 이프 유 캔(SBS) - 음식점 종업원(제레미 하워드) / 가짜 프랭크 / 프랑스 간수 / 열차 안내 방송 / 의사
- 의뢰인(SBS)
- 사랑도 통역이 되나요?(SBS) - 미국인 사업가(그레고리 페카) / 일본인
- 아마게돈(SBS) - 베어
- 올리버 트위스트(SBS) - 빌 (제이미 포어먼)
- 아마겟돈(KBS) - 로널드 (제이슨 아이작스)
- 레이싱 스트라이프스(SBS) - 터커
- 칠 팩터(SBS) - 버크(드웨인 마콥슨)
- 투 터프 가이즈(SBS) - 빅토르 (조안 크로사스)
- 블루 스틸(SBS) - 경찰 강사(스킵 린치)
- 레인디어 게임(SBS)
- 드라큘라 2000(SBS) - 에드(로크린 먼로)
- 인디펜던스 데이(SBS) - 미첼 (애덤 볼드윈)
- 라디오 살인사건(KBS)
- 몰랫츠(KBS)
- 허리케인 카터(KBS) - 교도소장
- 마운틴 패트롤(KBS) - 낚시꾼
- 영광의 아이들(KBS) - 카르치 할아버지(타마스 조르단)
- 라카와나 블루스(KBS) - 루벤 시니어(지미 스미츠)
- 지옥의 묵시록 : 리덕스(KBS)
- 슬럼독 밀리어네어(KBS) - 마만 (안쿠 비칼)
- 쿼바디스 도미네(KBS) - 우르수스(라팔 쿠박키)
- 인디아나 존스 4(KBS) - 도브첸코 (이고리 지지킨)
- 쿵푸 프리즌(KBS) - 후아니토 (피터 마크 바스퀘즈)
- 판의 미로 - 오필리아와 세 개의 열쇠(KBS) - 가르세스(마놀로 솔로) / 해설(파블로 아단)
- 제17 포로수용소(KBS) - 맨프레디(마이클 무어) / 독일 군인
- 스타 워즈 에피소드 4: 새로운 희망(KBS) - 제국군(조지 로비섹) / 빅스(게릭 헤이건) / 술꾼(알피 커티스)
- 헌티드(KBS) - 사냥꾼(캐릭 오퀸) / 보안관(알렉산더 맥켄지) / 방송 중계원 / 경찰 / 시민
- 나쁜 녀석들(KBS)
- 웰컴(KBS) - 브르노(티에리 고다드)
- 몬스터 볼(KBS) - 라이너스(모스 데프)
- 프로텍터(KBS)
- 머큐리(KBS)
- 카풀(KBS) - 제리
- 죽음의 터널(KBS)
- 스트리트 파이터(KBS)
- 모스트 원티드(KBS)
- 스네이크 아이(KBS) - 고든(피터 맥로비) / 사일러스(루이스 거스만)
- 상하이 눈(KBS) - 월레스(월턴 고긴스)
- E.T.(KBS)
- 역(KBS)
- 파이널 디씨전(KBS) - 캐피(조 모턴)
- 미이라(KBS) - 다니엘스(코리 존슨)
- 패컬티(KBS) - 피트(피트 젠슨)
- 복수의 실락원(KBS)
- 거장의 장례식(KBS) - 외국 경비원(폴 듀크) / 배우(등엄훈)
- 더 게임(KBS)
- 신용문객잔(KBS) - 전령
- 블랙 호크 다운(KBS) - 스트루거 (브라이언 밴 홀트) / 팜비(트레바 에티엔느)
- 어 퓨 굿 맨(KBS) - 도슨(울프갱 보디슨) / 데이브(맷 크레이븐)
- 길로틴 트래지디(KBS) - 대위 보좌관
- 머스킷티어(KBS) - 총사
- 무간도 II: 혼돈의 시대(KBS) - 경찰 간부(베이 로건)
- 15분(KBS) - 토미(드라이어스 맥크러리) / 공항 직원
- 귀향(KBS) - 파코(안토니오 델 라 토르) / 아나운서
- 베스트 키드(KBS) - 테드
- 세 친구 - 정신과 군의관(배우로 출연)
- 나니아 연대기: 새벽 출정호의 항해 - 로드 번 (테리 노리스)
- 언터처블: 1%의 우정(KBS) - 면접 지원자(이안 페넬런) / 드리스의 친구
- 터미네이터 2(KBS) - 존의 양아버지(잰더 버클리) / 불량배(로버트 윈리) / 수사관(리처드 바이단) / 사이버다인 경비원(압둘 살람 엘 라잭) / 경찰 헬리콥터 조종사(찰스 탐버로)
- 에이리언 4(KBS) - 파더(스티븐 길본)
- 영웅 알베르(KBS)
- 웨이 백(KBS) - 발카 (콜린 패럴)
- 삼국지 극장판(CHING) - 원술
- 위대한 탄생(KBS)
- 오즈: 그레이트 앤 파워풀(KBS) - 마스터(빌 콥스) / 서커스 단원(팀 홈즈)
- 라스트맨 스탠딩(KBS)

### 애니메이션 영화
- 마녀 배달부 키키 - 아나운서
- 라따뚜이 - 랄로
- 월-E - 월-E
- 리오 - 니코
- 성탄절의 축구(KBS)
- 주먹왕 랄프 - 돈
- 토이 스토리 3 - 채터
- 카 2 - 리랜드
- 브라더 베어 - 다람쥐
- 인크레더블 - 경찰
- 라푼젤 - 고주망태남
- 메리다와 마법의 숲 - 아들 맥거핀 / 까마귀
- 공주와 개구리 - 레지
- 호튼 - 치과 의사
- 주먹왕 랄프 2: 인터넷 속으로

### 외화
- 블라인드 저스티스(KBS) - 셀 웨이(르노 윌슨)
- 오우삼의 미션 특급(KBS)
- 로스트 시즌 3~5(KBS) - 소이어(조시 홀러웨이)
- 어글리 베티(KBS)
- 스필버그의 어메이징 스토리(KBS)
- 스캔들(KBS) - 베니치오 플로레스 (호세 수니가)
- 삼국지(KBS) - 이전
- 폴링스카이(KBS) - 포프(콜린 커닝햄)
- 에이전시(CNTV)

### 인터넷
- 사이버 파이터(세이캐스트) - 현국부, 비서
- 유령주식회사(세이캐스트) - 수위

### 방송
- 이제는 말할 수 있다(MBC)
- PD 수첩(MBC)
- KBS 제3라디오 "시사 매거진" MC
- 국악한마당(KBS)
- 테마스페셜(TJB)
- 극한 직업(EBS)
- SBS 스페셜(SBS)
- 과학카페(KBS)
- 행복해지는 법(KBS)
- 파워 퍼프 걸(SBS)
- 평화, 기적을 쏘다(MBC)
- 김혜수의 W(MBC)
- 히스토리 후(MBC)
- 아내 김경자(MBC)
- 환경스페셜(KBS)
- 모래(부산MBC)
- 동북아 시대 허브도시를 꿈꾼다(부산MBC)
- 미세먼지의 비밀(부산MBC)
- 크게 더 크게 - 세상에서 가장 큰 망원경편(NGC) - 내레이션
- 사랑의 리퀘스트(KBS1)
- MBC 다큐프라임 320회 : 소금, 그 명품의 조건 - 내레이션
- 다큐세상 <우리 문화재, 중동 한류의 문을 열다> (KBS1)
- 다큐세상 <3.1운동 100주년 기획 - 열혈 의학도의 선택, 독립선언서 배포 작전> (KBS1)
- 다큐공감 307회 : 병원선 경남 511의 젊은 그들 (KBS1) - 내레이션
- 다큐On 115회 : K물류혁명 2부 수출입 최전선, 항만 24시 (KBS1) - 내레이션

### 광고
- 기아자동차 오피러스
- 르노삼성자동차 SM5
- 한국주택금융공사

### 라디오 드라마
- KBS 무대 10년(눈부신 5월의 햇살 속으로)(KBS 제2라디오)
- 소설극장(남한산성)(KBS 라디오)
- 연속낭독(끈)(KBS 제3라디오)
- 연속낭독(즐거워라 택시 인생)(KBS 제3라디오)

## 같이 보기
- 한국방송 성우극회